# كاترال
بلدية كاترال (بالإسبانية: Catral), هي بلدية تقع في مقاطعة اليكانتي. جنوب شرق إسبانيا. يبلغ عدد سكانها 7.530 نسمة.

## وصلات خارجية
- نسخة محفوظة 9 يوليو 2008 على موقع واي باك مشين. (بالإسبانية)